# La Disparition de M. Davenheim
Pour le téléfilm, voir La Disparition de M. Davenheim (téléfilm).
La Disparition de M. Davenheim (The Disappearance of Mr Davenheim), parfois titrée Une étrange disparition, est une nouvelle policière d'Agatha Christie mettant en scène le détective belge Hercule Poirot.
Initialement publiée le 28 mars 1923 dans la revue The Sketch au Royaume-Uni, cette nouvelle a été reprise en recueil en 1924 dans Poirot Investigates au Royaume-Uni. Elle a été publiée pour la première fois en France dans la revue Club des Masques en novembre 1934, puis dans le recueil Allô, Hercule Poirot en 1971.

## Personnages
- Hercule Poirot : détective
- Le capitaine Hastings (narrateur)
- L'inspecteur Japp
- M. Davenheim : banquier, associé principal de la firme Davenheim & Salmon
- M. Lowen : relation d'affaires et rival de M. Davenheim
- Mme Davenheim
- Billy Kellett : voleur à la tire

## Résumé

### Commencement des investigations
Hercule Poirot et son fidèle ami le capitaine Hastings devisent des sujets d'actualité lorsque l'inspecteur Japp vient soumettre au détective le cas de la mystérieuse disparition de M. Davenheim, banquier et homme d'affaires. Sorti après le thé de sa résidence secondaire pour aller poster des lettres au village, alors qu'il avait rendez-vous peu de temps après avec M. Lowen, une de ses relations d'affaires, avec qui il n'était pas en des termes très chaleureux, il semble s'être volatilisé.
Deux jours après la disparition du banquier, on a constaté que, dans son bureau où M. Lowen avait vainement attendu son arrivée, le coffre-fort avait été forcé et qu'une forte somme d'argent et des bijoux de prix avaient disparu du coffre.
Ces éléments font peser de graves soupçons sur M. Lowen, d'autant que l'on ne tarde pas à retrouver les vêtements du banquier à proximité d'un four à chaux, et qu'une bague en or avec un solitaire, appartenant à M. Davenheim, est retrouvée entre les mains d'un voleur à la tire, qui affirme que M. Lowen comme l'homme s'étant débarrassé de cette bague. Toutefois, compte tenu du statut de vagabond de Billy Kellett, ce dernier est provisoirement placé en détention.

### Dénouement et résolution de l'énigme
Sans quitter son fauteuil, Hercule Poirot dénoue le mystère. M. Davenheim est un escroc qui veut voler sa banque et refaire sa vie dans un autre pays. Il souhaite aussi quitter sa femme sans qu'elle s'en rende compte. Il a mis au point ce stratagème : faire croire à sa disparition et faire diriger les soupçons sur M. Lowen. C'est Davenheim qui a préalablement forgé l'identité fictive de Billy Kellett, qu'il a endossée. Sous cette identité, M. Davenheim est provisoirement en prison, là où personne n'imaginerait aller le chercher !
Hercule Poirot suggère à Japp d'amener Mme Davenheim à la maison d'arrêt et, une fois enlevées la perruque et la fausse barbe de Billy Kellett, faire reconnaître son époux par Mme Davenheim.

## Commentaires
Cette nouvelle présente une particularité : elle est en effet le seul cas où Hercule Poirot résout une énigme sans faire la moindre apparition sur le théâtre du crime, à la suite d'un pari avec l'inspecteur Japp, qui lui promet une somme de 5 livres sterling si, dans l'espace d'une semaine, le détective parvient à dire où se trouve M. Davenheim, mort ou vif. Cet élément a d'ailleurs motivé, en 1959, le premier titre français de la nouvelle, « Enquête dans un fauteuil », lors de sa publication dans le mensuel Mystère-magazine.
L'adaptation télévisée de 1990 fera d'ailleurs une petite entorse à ce scénario puisque, bien que le pari y soit rapporté, Poirot enverra Hastings enquêter à la villa « Les Cèdres » avant de venir lui-même y exposer la solution de l'énigme tandis que, dans la nouvelle, Poirot révèle la vérité à l'inspecteur Japp dans son salon de Londres, au cours d'une nouvelle conversation.
Ce principe de l'« enquête dans un fauteuil » peut passer pour un hommage discret de la romancière à son prédécesseur Sir Arthur Conan Doyle, dont elle était une lectrice attentive, et qui semble avoir été le premier à imaginer le principe de ce type d'enquête lorsque, dans la bouche de son héros Sherlock Holmes, il narre l'un des loisirs de son frère Mycroft, censé apprécier la résolution d'énigmes depuis son fauteuil au Diogenes Club. L'influence de Conan Doyle sur Agatha Christie était d'autre part déjà perceptible dans le principe du détective et de son faire-valoir, qui rappelle le duo formé par Sherlock Holmes et le docteur Watson. Les méthodes d'investigation de Holmes et de Poirot pouvaient certes différer sur certains points, mais on remarque, dans les deux cas, une période de cohabitation entre le détective et son compagnon, avant le mariage du faire-valoir.
L'idée de l'« enquête dans un fauteuil », qui rappelle par ailleurs l'expression anglaise armchair detective – que l'on peut traduire, en français, par l'expression « détective en fauteuil » –, sera partiellement reprise par Agatha Christie dans son roman Les Pendules, en 1963, à la fin duquel le détective, poussé par la curiosité et le désir de « s'imprégner de l'atmosphère », viendra exposer la solution sur les lieux du drame, après que, précédemment, l'un des héros soit venu à deux reprises lui rapporter les éléments essentiels du mystère.

## Publications
Avant la publication dans un recueil, la nouvelle avait fait l'objet de publications dans des revues, dans la série « The Grey Cells of M. Poirot I » :
- le 28 mars 1923, au Royaume-Uni, dans le no 1574 (vol. 121) de la revue The Sketch[1],[2] ;
- en décembre 1923, aux États-Unis, dans le no 2 (vol. 38) de Blue Book Magazine[1] ;
- en novembre 1934, en France, dans le no 34 de la revue Club des Masques[3],[4] ;
- le 20 mars 1940, en France, dans le no 576 de Ric et Rac[5] ;
- en février 1948, aux États-Unis, dans le no 43 de la revue Short Story Magazine (Australia)[6] ;
- en août 1959, en France, sous le titre « Une enquête dans un fauteuil », dans le no 139 de la revue Mystère magazine[5].

La nouvelle a ensuite fait partie de nombreux recueils :
- en 1924, au Royaume-Uni, dans Poirot Investigates[1],[7] (avec 10 autres nouvelles) ;
- en 1925, aux États-Unis, dans Poirot Investigates[1] (avec 13 autres nouvelles, soit 3 supplémentaires par rapport au recueil britannique) ;
- en 1971, en France, dans Allô, Hercule Poirot[5] (avec 5 autres nouvelles) ;
- en 1990, en France, sous le titre « Une étrange disparition », dans la réédition de Les Enquêtes d'Hercule Poirot (reprenant la composition du recueil américain de 1925).

## Adaptation
- 1990 : La Disparition de M. Davenheim (The Disappearance of Mr Davenheim), téléfilm britannique de la série télévisée Hercule Poirot (15e épisode, 2.05), avec David Suchet dans le rôle principal.